# George Nader
George Nader (Pasadena, 19 de octubre de 1921-Woodland Hills, 4 de febrero de 2002) fue un actor cinematográfico y televisivo estadounidense de origen libanés. 

## Carrera interpretativa
Nacido en Pasadena (California), Nader comenzó su carrera cinematográfica en 1950, tras conseguir su bachelor of arts en arte dramático en el Occidental College. Nader actuó en varias producciones en el Pasadena Playhouse. Ese trabajo le valió conseguir pequeños papeles en 1951 y 1952. Su gran oportunidad llegó con su primer papel protagonista, en Robot Monster (1953), un film en 3D dirigido por Phil Tucker. Este papel, así como su buen aspecto físico, le valieron un contrato con Universal Studios en la década de 1950, estudio para el que rodó numerosos títulos. En 1955 ganó un Globo de Oro al más prometedor recién llegado.
A pesar de este honor, Nader tuvo que luchar a la sombra de primeros actores de fama superior, tales como Rock Hudson, Tony Curtis, y Jeff Chandler. Sus películas de ese período incluyen Phone Call from a Stranger (1952), Carnival Story y Sins of Jezebel, ambas de 1954, Congo Crossing y Away All Boats (las dos de 1956), y The Female Animal (1957). A finales de los años cincuenta se pasó a la televisión, actuando en varias series de corta vida como The Further Adventures of Ellery Queen y The Man and the Challenge. En la temporada de 1961-1962 interpretó al investigador Joe Shannon en el drama criminal Shannon, junto a Regis Toomey. Nader también trabajó frecuentemente en The Loretta Young Show, una serie de la NBC. 

### Vida personal
A mediados de los años cincuenta, empezaron a surgir rumores de prensa amarillista sobre la vida privada de Nader. El compañero sentimental de Nader era Mark Miller. Con una homofobia muy patente en Estados Unidos, la carrera de Nader en Hollywood estaba acabada con los rumores confirmados. Él y Miller se trasladaron a Europa donde el ambiente era más inclusivo, donde Nader pudo trabajar en el cine. Durante este período tuvo un papel notable como el agente del gobierno "Jerry Cotton" en una serie de filmes alemanes, con los que consiguió ser el actor más famoso de Alemania tras Lex Barker.
A mediados de la década de 1970, Nader sufrió un grave accidente de tráfico, a causa del cual le quedó una lesión ocular que le causó fotofobia y que le hacía particularmente sensible a las luces brillantes de los platós.

## Carrera como escritor
Tras su lesión, le fue difícil continuar con su carrera interpretativa, por lo que Nader empezó a escribir ciencia ficción. Su primera novela, escrita en 1978, Chrome, es probablemente la primera del género en la que se aborda el amor homosexual, y la primera en tener escenas eróticas homosexuales.
Según Army Archerd, de Variety Magazine, Nader había completado un libro titulado The Perils of Paul, acerca de la comunidad gay de Hollywood, el cual no quiso que se publicara antes de su muerte.

## Últimos años
Nader y Miller volvieron finalmente a los Estados Unidos y se asentaron en Palm Springs, California. Aquejado de múltiples problemas médicos, Nader fue hospitalizado en septiembre de 2001. Falleció en Woodland Hills (Los Ángeles), California, a causa de un fallo cardiopulmonar, neumonía, e infartos cerebrales múltiples. 
Sus cenizas fueron esparcidas en el mar, pero tiene un cenotafio en el Cementerio Forest Lawn.

## Filmografía seleccionada
| Año       | Título                                 | Papel                       | Observaciones                |
| --------- | -------------------------------------- | --------------------------- | ---------------------------- |
| 1950      | Rustlers on Horseback                  | Jack Reynolds               | Acreditado como George Nadar |
| 1950-1953 | Fireside Theater                       | Web Martin/George           | TV, 2 episodios              |
| 1951      | You're in the Navy Now                 | Miembro de la tripulación   | Sin acreditar                |
| 1951      | The Prowler                            | Fotógrafo                   | Sin acreditar                |
| 1951      | Take Care of My Little Girl            | Jack Gruber                 | Sin acreditar                |
| 1951      | The Desert Fox: The Story of Rommel    | Comando                     | Sin acreditar                |
| 1951      | Two Tickets to Broadway                | Técnico de sonido de Crosby | Sin acreditar                |
| 1951      | Overland Telegraph                     | Paul Manning                |                              |
| 1952      | Phone Call from a Stranger             | Piloto                      | Sin acreditar                |
| 1952      | Gruen Guild Playhouse                  |                             | TV, 1 episodio               |
| 1952      | Monsoon                                | Burton                      |                              |
| 1952      | Big Town                               |                             | TV, 1 episodio               |
| 1953      | Down Among the Sheltering Palms        | Tte. Homer Briggs           | Sin acreditar                |
| 1953      | Your Jeweler's Showcase                |                             | TV, 1 episodio               |
| 1953      | Robot Monster                          | Roy                         |                              |
| 1953      | Schlitz Playhouse of Stars             |                             | TV, 1 episodio               |
| 1953      | Your Play Time                         |                             | TV, 1 episodio               |
| 1953      | Sins of Jezebel                        | Jehu                        |                              |
| 1953      | Hallmark Hall of Fame                  |                             | TV, 1 episodio               |
| 1953-1961 | The Loretta Young Show                 | Varios papeles              | TV, 8 episodios              |
| 1954      | Miss Robin Crusoe                      | Jonathan                    |                              |
| 1954      | The Pepsi-Cola Playhouse               |                             | TV, 2 episodios              |
| 1954      | Carnival Story                         | Bill Vines                  |                              |
| 1954      | Cavalcade of America                   | Eliphalet Remington II      | TV, 2 episodios              |
| 1954      | Four Guns to the Border                | Bronco                      |                              |
| 1954-1957 | Lux Video Theatre                      |                             | TV, 3 episodios              |
| 1955      | Six Bridges to Cross                   | Edward Gallagher            |                              |
| 1955      | The Second Greatest Sex                | Matt Davis                  |                              |
| 1955      | Lady Godiva of Coventry                | Lord Leofric                |                              |
| 1956      | Congo Crossing                         | David Carr                  |                              |
| 1956      | Away All Boats                         | Tte. Dave MacDougall        |                              |
| 1956      | The Unguarded Moment                   | Tte. Harry Graham           |                              |
| 1957      | Four Girls in Town                     | Mike Snowden                |                              |
| 1957      | Man Afraid                             | Rev. David Collins          |                              |
| 1957      | Joe Butterfly                          | Sgto. Ed Kennedy            |                              |
| 1957      | Climax!                                | Harry Parker                | TV, 1 episodio               |
| 1958      | The Female Animal                      | Chris Farley                |                              |
| 1958      | Flood Tide                             | Steve Martin                |                              |
| 1958      | Nowhere to Go                          | Paul Gregory                |                              |
| 1959      | The Further Adventures of Ellery Queen | Ellery Queen                | TV, 2 episodios              |
| 1959      | The Man and the Challenge              | Dr. Glenn Barton            | TV, 1 episodio               |
| 1960      | Laramie                                | Wells Clark                 | TV, 1 episodio               |
| 1961      | The Andy Griffith Show                 | Dr. Robert Benson           | TV, 1 episodio               |
| 1961      | Shannon                                | Joe Shannon                 | TV, episodios desconocidos   |
| 1963      | Zigzag                                 |                             |                              |
| 1965      | The Human Duplicators                  | Glenn Martin                |                              |
| 1965      | Burke's Law                            | Chris Maitland              | TV, 1 episodio               |
| 1967      | The Million Eyes of Sumuru             | Agente Nick West            |                              |
| 1972      | Owen Marshall: Counselor at Law        |                             | TV, 1 episodio               |
| 1972      | The F.B.I.                             |                             | TV, 1 episodio               |
| 1973      | Beyond Atlantis                        | Beyond Atlantis             |                              |
| 1974      | Nakia                                  | McMasters                   | Telefilme                    |